# Cheiracanthium floresense
Cheiracanthium floresense es una especie de araña del género Cheiracanthium, familia Cheiracanthiidae, suborden Araneomorphae. Fue descrita científicamente por Jörg Wunderlich en 2008.

## Distribución
Se distribuye por Azores, Portugal.